# Dragón Comics
Dragón Comics es una editorial uruguaya de Historietas y cómics. Fue fundada en 2003 por Pablo "Roy" Leguisamo e Beatriz Leibner. Desde 2013 forma parte del colectivo editorial Mojito, que incluye, además de Dragón Comics, los editores uruguayos Grupo Belerofonte y Estuario Editora, y el editorial argentino Loco Rabia. En 2014, Dragón Comics ganó el Troféu HQ Mix (el más importante premio brasileño de historietas) como "descatado latinoamericano" por la publicación de la novela gráfica El Viejo con la editorial Loco Rabia.